# 스틸턴
스틸턴(영어: Stilton)은 잉글랜드 더비셔주, 노팅엄셔주, 레스터셔주 등지에서 생산되는 블루 치즈를 말한다.